# Microcharops lissopleurum
Microcharops lissopleurum är en stekelart som beskrevs av Gupta 1987. Microcharops lissopleurum ingår i släktet Microcharops och familjen brokparasitsteklar. Inga underarter finns listade i Catalogue of Life.